# Самбуров, Василий Михайлович
Самбуров Василий Михайлович (22 ноября 1950) - (22 мая 2021) — российский художник, профессор живописи, член Союза художников России.

## Биография
Родился 22 ноября 1950 года в поселке Урджар Семипалатинской области.
В 1977 году — закончил художественно-графический факультет Московского государственного педагогического института (педагоги — П. П. Соколов-Скаля, Т. Г. Гапоненко, В. А. Одинцов, К. И. Финогенов, Н. Г. Машковцев, П. К. Суздалев).
- 1999 г. — персональная выставка в Москве в Центральном доме художника.
- 2000 г. — участие в благотворительных выставках-аукционах США, Вашингтон.
- 2001 г. — персональная выставка в галерее DAR Швейцария, Цюрих.
- 2003 г. — персональная выставка в Центральном доме художника г. Москва.
- 2003 г. — участие в выставке Единая земля- современное и прикладное искусство северных народов. Хельсинки, Финляндия.
- 2004 г. — участие в десятой Всероссийской юбилейной выставке организованной СХР в Москве. В ЦДХ.
- 2005 г. — персональная выставка в РАО ГАЗПРОМ.